# Appian Way Productions
Appian Way Productions – amerykańskie przedsiębiorstwo zajmujące się produkcją filmów i seriali telewizyjnych, założone w 2004 przez Leonarda DiCaprio, znane z produkowania takich filmów jak m.in. Aviator, Wyspa tajemnic, Idy marcowe, Wilk z Wall Street i Zjawa.
Pierwszą produkcją studia był dramat filmowy Zabić prezydenta, który miał swoją premierę na 57. Międzynarodowym Festiwalu Filmowym w Cannes.
Drugi film Aviator, w którym DiCaprio zagrał Howarda Hughesa, okazał się być dużym sukcesem i był nominowany kilkukrotnie do Oscara, w tym m.in. za najlepszy film.
Trzy lata później Appian Way wyprodukowało kolejne filmy, w tym Ogrodnik z Edenu i The 11th Hour.
W latach 2009–2010 studio wyprodukowało trzy dochodowe filmy, takie jak Wrogowie publiczni, Sierota i Wyspa tajemnic.
W 2013 wyprodukowało trzy filmy, w tym m.in. Wilk z Wall Street, w którym DiCaprio zagrał Jordana Belforta, odniósł krytyczny i komercyjny sukces, był nominowany pięciokrotnie do Oscara. Kolejnym sukcesem studia była Zjawa, w którym DiCaprio zagrał Hugh Glassa, film ten otrzymał trzy Złote Globy i pięć nagród BAFTA.

## Produkcje

### Film
W nawiasie podano oryginalne tytuły filmów i studia, z którymi Appian Way zrealizowało filmy.

#### Lata 2000.
- Zabić prezydenta (The Assassination of Richard Nixon) (ThinkFilm, Anhelo Productions, Esperanto Filmoj) (2004)
- Aviator (The Aviator) (Warner Bros. Pictures, Miramax Films, Forward Pass, Intermedia Films, Initial Entertainment Group) (2004)
- Ogrodnik z Edenu[6] (Gardener of Eden) (Virtual Studios) (2007)
- The 11th Hour (Warner Independent Pictures) (2007)
- Sierota (Orphan) (Warner Bros. Pictures, Dark Castle Entertainment, Studio Babelberg Motion Pictures, StudioCanal) (2009)

#### Lata 2010.
- Wyspa tajemnic (Shutter Island) (Paramount Pictures, Phoenix Pictures, Sikelia Productions) (2010)
- Dziewczyna w czerwonej pelerynie (Red Riding Hood) (Warner Bros. Pictures) (2011)
- Z dystansu (Detachment) (Tribeca Film) (2011)
- Idy marcowe (The Ides of March) (Columbia Pictures, Smokehouse Pictures, Exclusive Media, Cross Creek Pictures) (2011)
- Ślepy traf (Runner Runner) (20th Century Fox, Regency Enterprises, New Regency, Double Feature Films) (2013)
- Zrodzony w ogniu (Out of the Furnace) (Relativity Media, Red Granite Pictures, Scott Free Productions) (2013)
- Wilk z Wall Street (The Wolf of Wall Street) (Paramount Pictures, Red Granite Pictures, Sikelia Productions, EMJAG Productions) (2013)
- Zjawa (The Revenant) (20th Century Fox, Regency Enterprises, RatPac Entertainment, New Regency, Anonymous Content, M Productions) (2015)
- Nocne życie (Live by Night) (Warner Bros. Pictures, RatPac-Dune Entertainment, Pearl Street Films) (2016)
- Delirium (BH Tilt[7], Blumhouse Productions, GK Films) (2018)
- Robin Hood: Początek (Robin Hood) (Lionsgate, Summit Entertainment, Safehouse Pictures, Thunder Road Films) (2018)
- Richard Jewell (Warner Bros. Pictures, Malpaso Productions, Misher Films, 75 Year Plan Productions) (2019)

#### Nadchodzące filmy
- Killers of the Flower Moon[8] (Paramount Pictures, Apple TV+, Imperative Entertainment, Sikelia Productions) (TBA)

### Telewizja
- Greensburg (2008–2010) (Pilgrim Films & Television)
- Under the Bed (2017)
- Pete the Cat (od 2018)
- Grant (2020) (RadicalMedia, Lionsgate Television)
- The Right Stuff (od 2020) (Warner Bros. Television, National Geographic Studios)